# Yuli-Yoel Edelstein
Yuli-Yoel Edelstein, född 5 augusti 1958 i Chernivtsi, Ukrainska SSR,  Sovjetunionen
, är en israelisk politiker. Han var en av de ledande så kallade refusenikerna i Sovjetunionen. Han blev 2013 ledamot av Knesset, där han representerar Likudpartiet.